# Danilo Formaggia
Danilo Formaggia (Milano, 26 agosto 1973) è un tenore italiano.
Ha studiato pianoforte e canto, perfezionandosi con Alfredo Kraus e Magda Olivero. Nel 1998, unico tenore italiano in concorso, si è aggiudicato il Premio "Enrico Caruso".

## Biografia
Dopo il debutto nel 1996 nelle Due Contesse di Paisiello e nei Due Baroni di Cimarosa al Festival dell’Opera Buffa, Danilo Formaggia ha iniziato una brillante carriera internazionale che lo ha visto esibirsi nei principali teatri italiani ed esteri.
Ha cantato in numerosi teatri: 
- Teatro alla Scala di Milano,
- Teatro la Fenice di Venezia,
- Maggio Musicale Fiorentino,
- Teatro San Carlo di Napoli,
- Teatro dell’Opera di Roma,
- Teatro Bellini di Catania,
- Teatro Verdi di Trieste,
- Teatro Petruzzelli di Bari,
- Teatro Carlo Felice di Genova,
- Teatro Lirico di Cagliari,
- Opernhaus di Lipsia,
- Opera di Montecarlo,
- Accademia Nazionale di Santa Cecilia a Roma,
- Sydney Opera House,
- Festspielhaus di Baden- Baden,
- Festival di Edimburgo,
- Royal Danish Theatre,
- Festival de Radio France di Montpellier,
- International Music Festival Český Krumlov,
- Rossini in Wildbad,
- Thailand Philharmonic Orchestra.

### Collaborazioni
Tra i direttori d'orchestra con cui ha collaborato si distinguono: 
Claudio Abbado, 
Sir Colin Davis, 
Donato Renzetti, 
Nello Santi, 
Gianluigi Gelmetti, 
Claudio Scimone.
Tra i registi segnaliamo: Franco Zeffirelli, Lindsay Kemp, Graham Vick, Robert Carsen, Dmitri Bertman, Denis Krief, Filippo Crivelli, Giancarlo Cobelli, Franco Ripa di Meana.
| Ruolo             | Titolo                                | Autore            |
| ----------------- | ------------------------------------- | ----------------- |
| Duca di Mantova   | Rigoletto                             | Giuseppe Verdi    |
| Alfredo Germont   | Traviata                              |                   |
| Rodolfo           | Luisa Miller                          |                   |
| Fenton            | Falstaff                              |                   |
| Ismaele           | Nabucco                               |                   |
| Macduff           | Macbeth                               |                   |
| tenore            | Requiem                               |                   |
|                   |                                       |                   |
| Rodolfo           | Boheme                                | Giacomo Puccini   |
| Pinkerton         | Madama Butterfly                      |                   |
| Ruggero           | Rondine                               |                   |
| Rinuccio          | Gianni Schicchi                       |                   |
| Luigi             | Tabarro                               |                   |
| Mario Cavaradossi | Tosca                                 |                   |
| Des Grieux        | Manon Lescaut                         |                   |
| tenore            | Messa di Gloria                       |                   |
|                   |                                       |                   |
| Nemorino          | Elisir d’Amore                        | Gaetano Donizetti |
| Edgardo           | Lucia di Lammermoor                   |                   |
| Leister           | Maria Stuarda                         |                   |
| Ernesto           | Don Pasquale                          |                   |
| tenore tedesco    | Convenienze ed Inconvenienze teatrali |                   |
| Enrico            | Don Gregorio                          |                   |
|                   |                                       |                   |
| Conte d’Almaviva  | Barbiere di Siviglia                  | Giochino Rossini  |
| Cavalier Belfiore | Viaggio a Reims                       |                   |
| Lindoro           | Italiana in Algeri                    |                   |
| Argirio           | Tancredi                              |                   |
| Florville         | Il signor Bruschino                   |                   |
| tenore            | Petite Messe                          |                   |
| tenore            | Stabat Mater                          |                   |
|                   |                                       |                   |
| Florindo          | Le Maschere                           | Pietro Mascagni   |
| Turiddu           | Cavalleria Rusticana                  |                   |
|                   |                                       |                   |
| Don Ottavio       | Don Giovanni                          | W. A. Mozart      |
| Tamino            | Die Zauberflöte                       |                   |
| Arbace            | Idomeneo                              |                   |
| tenore            | Requiem                               |                   |
|                   |                                       |                   |
| Tebaldo           | I Capuleti e i Montecchi              | Vincenzo Bellini  |
|                   |                                       |                   |
| Giorgio           | Marcella                              | Umberto Giordano  |

## Repertorio
Il suo repertorio comprende opere di: 
- Piccinni,
- Paisiello,
- Rossini,
- Donizetti,
- Bellini,
- Mozart,
- Verdi,
- Puccini,
- Mascagni,
- Leoncavallo,
- R. Strauss,
- Stravinskij,
- Mahler,
- Krenek,
- Mercadante,
- Giordano,
- Cagnoni,
- Beethoven

Danilo Formaggia ha inoltre preso parte a diverse prime esecuzioni assolute di opere contemporanee come Poesie di Puccini con musiche di Franco Mannino, Il fantasma della cabina di Marco Betta, La Bella e la Bestia di Marco Tutino, La Tempesta con musiche di Henry Purcell/Carlo Galante, La madre del mostro e Lo Stesso Mare di Fabio Vacchi, La maschera di Punkitititi, di Marco Taralli, il Re Nudo di Luca Lombardi, Exit Mundi di Giovanni Tamborrino, MeetHer di Orazio Sciortino, e L’assassino di Francesco Fournier-Facio.
 

### debutti nel 2017
G. Puccini: Manon Lescaut (Des Grieux) ; Tabarro (Luigi)
 

### debutti nel 2018
G. Verdi: Nabucco (Ismaele) ; P. Mascagni : Cavalieria Rusticana (Turiddu); 
G. Puccini : Gianni Schicchi (Rinuccio)
 
Tra le sue incisioni: Le Maschere di Mascagni (Kicco Music); La Cecchina ossia la buona figliola di Piccinni (Bongiovanni); I Capuleti e Montecchi di Bellini (Dynamic); Die Zauberflöte di Mozart con Claudio Abbado e la Mahler Chamber Orchestra nell’anno mozartiano (Deutsche Grammophon, 2006); Marcella di U. Giordano (Dynamic); Pelagio di S. Mercadante (Dynamic); Re Lear di A. Cagnoni (Dynamic); Il Vespro Siciliano di Lindpaintner (Naxos); Puritani nel DVD Hardy Classic (omaggio a Bellini con Vincent Scalera al pianoforte); A tu per tu con Magda Olivero (DVD Hardy Classic).

## Filmografia
La scomparsa di Patò, sceneggiatura : Andea Camilleri, Rocco Mortelliti, Maurizio Nichetti,  Regia: Rocco Mortelliti . 2012 Rai Cinema